# Hervormde kerk (Echteld)
De Hervormde kerk in het Nederlandse dorp Echteld, provincie Gelderland, is een in oorsprong 11e- of 12e-eeuws kerkgebouw. De kerk wordt gebruikt door de Protestantse Gemeente Echteld.

## Geschiedenis
De oudste vermelding van een kerk in Echteld is op de kerkenlijst van de Utrechtse dom in 1395. Al eerder heeft Johan van Wijhe, heer van Echteld, een vicarie gesticht ter ere van Sint Catharina. Het is onduidelijk of de kerk was opgedragen aan de heilige Catharina of aan Johannes de Doper. De kerk zou behoren tot het kapittel van de Utrechtse Oudmunster.
In 1574 ging pastoor Jan Sas over tot de protestantse leer. Een jaar later voerde de proost van Oudmunster een proces om zijn recht op collatie te verdedigen, waarna de proost een nieuwe pastoor kon benoemen. In 1598 werd Sas uiteindelijk tot predikant ingewijd.
In 1835 stortte de toren in. Het schip werd nu zo’n 7,5 meter ingekort en de nieuwe toren werd tegen dit verkorte schip aangebouwd. Later in de 19e eeuw is de consistoriekamer gebouwd tegen de noordzijde van het koor aan.
In 1897 zijn er herstelwerkzaamheden uitgevoerd, waarbij onder andere het houten tongewelf van het schip is vernieuwd en buitenmuren van hun pleisterlaag zijn ontdaan.
Rond 1958 en 1991 is de kerk gerestaureerd.

## Beschrijving

### Schip
Het romaanse schip is het oudste gedeelte van de huidige kerk en dateert uit de 12e eeuw. Tot een hoogte van 2,40 meter bestaat uit tufsteen, zwerfkeien, ijzeroer, diverse breukstenen en scherven baksteen; dit deel is mogelijk ouder en zou uit de 11e eeuw kunnen stammen. Het hogere muurgedeelte is opgebouwd uit een regelmatig ankerverband van tufsteen.
Oorspronkelijk waren er romaanse vensters aanwezig. Deze zijn nadien vergroot, waardoor de huidige spitsboogvensters zijn ontstaan. In de zuidmuur is een ingang aanwezig met een oudere, klaverbladvormige omlijsting. Boven deze omlijsting bevindt zich nog de ronde boog van de oorspronkelijke romaanse toegang.
Uit onderzoek in 1959 kwam naar voren dat het schip 7,5 meter langer is geweest dan tegenwoordig het geval is. Aan de westzijde van de huidige kerk werden toen de fundamenten aangetroffen van de oude schipmuren en van de in 1835 ingestorte kerktoren.
Het orgel is in 1806 gebouwd door Abraham Meere.

### Koor
Het gotische koor is in de 14e eeuw tegen het schip aangebouwd en bestaat uit baksteen en tufsteen. De vloer ligt hoger dan de vloer van het schip. In het koor zijn enkele 17e-eeuwse grafmonumenten aanwezig.
Tijdens herstelwerk in 1959 werd op de noordelijke muur een 15e-/16e-eeuwse schildering aangetroffen van het Laatste Oordeel. Tijdens de restauratiewerkzaamheden van 1991 werden onder de laag witkalk nog meer schilderingen ontdekt. In 1998 werd de laag witkalk verwijderd, waarna de tevoorschijn gekomen schilderingen van het Laatste Oordeel en van Sint Joris werden gerestaureerd.

### Toren
De oorspronkelijke 12e-eeuwse toren stortte in 1835 in. Op de plek van het toen afgebroken westelijke deel van het schip werd de nieuwe, bakstenen toren gebouwd, met een korte, insnoerde naaldspits. Boven de ingang hangt een hardstenen gedenkplaat.
De kerkklok is in 1672 gegoten door Jan Fremy. Dit gieten werd waarschijnlijk ter plekke in Echteld gedaan, want er waren in Ravenswaaij stenen besteld om een oven te kunnen bouwen.